# Admiral (Australie)
Pour les articles homonymes, voir Admiral et Amiral.
Le grade d’admiral est le grade opérationnel le plus élevé dans la Royal Australian Navy, la marine militaire australienne. Il a été créé comme un équivalent direct de son homologue de la Royal Navy britannique, l'admiral. Depuis la Seconde Guerre mondiale, ce grade n'est tenu en général que lorsque le chief of the Defence Force (commandant en chef des Forces armées) est un officier de marine. 
Le grade d’admiral est immédiatement supérieur à celui de vice admiral mais il est inférieur à celui d’admiral of the fleet. Au sein des Forces armées australiennes, ses équivalents sont l'air chief marshal (dans la Royal Australian Air Force, l’Armée de l’air) et le general (Australian Army, l'Armée de terre). 

## Admiralsaustraliens
| Noms                | Date d'accession | Naissance | Mort | Notes                                                                                           |
| ------------------- | ---------------- | --------- | ---- | ----------------------------------------------------------------------------------------------- |
| George Hyde (en)    | 12 juillet 1936  | 1877      | 1937 |                                                                                                 |
| Victor Smith (en)   | 23 novembre 1970 | 1913      | 1998 | Chairman chiefs of staff Committee (1970–75)                                                    |
| Anthony Synnot (en) | 21 avril 1979    | 1922      | 2001 | Chief of the Defence Force staff (1979–82)                                                      |
| Michael Hudson (en) | 8 mars 1991      | 1933      | 2005 | Promu admiral le jour de sa retraite par le Premier ministre australien de l'époque, Bob Hawke. |
| Alan Beaumont (en)  | 17 avril 1993    | 1934      | 2004 | Chief of the Defence Force (1993–95)                                                            |
| Chris Barrie (en)   | 4 juillet 1998   | 1945      |      | Chief of the Defence Force (1998–02)                                                            |

## Insignes et drapeau
Les actuels grades de rear admiral, vice admiral, admiral et admiral of the fleet sont autorisés à utiliser un drapeau personnel. Un admiral of the fleet utilise le drapeau national australien en tête de mât, l’admiral celui de la croix de saint Georges. Quant aux vice admiral et rear admiral,  ils utilisent celui de la croix de saint Georges avec respectivement un et deux disques rouges dans les portions blanches du drapeau. Ce système est le même que celui de la Royal Navy britannique, excepté pour l'admiral of the fleet qui utilise l'Union Jack.